# 布拉萨托尔塔斯
布拉萨托尔塔斯，是西班牙卡斯蒂利亚-拉曼恰雷阿尔城省的一个市镇。 总面积272平方公里，总人口1176人（2001年），人口密度4人/平方公里。